# Chasing Rainbows (film, 1930)
Pour les articles homonymes, voir Chasing Rainbows.
Pour plus de détails, voir Fiche technique et Distribution.
Chasing Rainbows est un film américain réalisé par Charles Reisner, sorti en 1930.

## Synopsis
Carlie et Terry sont dans une troupe de vaudeville itinérante avec Eddie, le régisseur, Bonnie, une comédienne et Polly, la maîtresse de garde-robe. Terry tombe constamment amoureux de ses principales dames et épouse Daphne, une chanteuse à deux temps. Quand il la trouve avec un autre homme, Terry menace de se suicider, mais Carlie le rassure en disant que "Les jours heureux serons de retour " et le spectacle continue.

## Fiche technique
- Titre français : Chasing Rainbows
- Réalisation : Charles Reisner
- Scénario : Robert E. Hopkins, Bess Meredyth, Wells Root, Al Boasberg, Kenyon Nicholson et Charles Reisner
- Photographie : Ira H. Morgan
- Montage : George Hively
- Société de production : Metro-Goldwyn-Mayer
- Pays de production :  États-Unis
- Genre : Comédie dramatique, film musical
- Date de sortie : 1930

## Distribution
- Bessie Love : Carlie Seymour
- Charles King : Terry Fay
- Jack Benny : Eddie Rock
- George K. Arthur : Lester
- Polly Moran : Polly
- Gwen Lee : Peggy
- Eddie Phillips : Don Cordova
- Marie Dressler : Bonnie
- Eugene Borden
- Ann Dvorak

## Box-office
Le film a été un succès commercial mais pas autant qu'escompté par la production.